# Omkostning
En omkostning er et økonomisk begreb, som anvendes til at beskrive et forbrug i en virksomhed. 
Når en virksomhed anskaffer et produktionsmiddel kan det være med forskellige formål for øje. Hvis der er tale om en råvare, skal den gennem en produktionsproces omdannes til en komponent eller en færdigvare. I dette tilfælde siger man, at forbruget sker, når råvaren bliver omdannet til noget andet – den forbruges – og dermed bliver råvaren samtidig til en omkostning. 
Hvis en handelsvirksomhed indkøber en vare med henblik på videresalg, siger man, at forbruget af den indkøbte vare sker på salgstidspunktet, og der registreres en omkostning i form af et vareforbrug.
Hvis der i stedet er tale om, at virksomheden anskaffer en maskine, som anvendes i forbindelse med en fremstillingsproces, bliver man nødt til at opgøre forbruget på en anden måde. Man kan i reglen ikke måle, at maskinen bliver slidt, ved at den bearbejder den enkelte råvare. Den vil ofte kunne bruges i mange år og fremstille tusindvis af emner. Hvor mange år den kan anvendes, og hvor mange emner den kan fremstille, er det i reglen umuligt at forudsige på det tidspunkt hvor maskinen anskaffes. Man vælger da i reglen at beregne forbruget af maskinen i form af en afskrivning, hvorved maskinens anskaffelsespris fordeles som et forbrug over en forventet brugstid. Der er forskellige metoder til at beregne dette forbrug. De mest almindelige er den lineære afskrivning, hvor forbruget fordeles med lige store beløb i alle regnskabsperioder i brugstiden, og saldoafskrivningen, hvor forbruget er størst i den første del af brugstiden.